# Glyphidocera
Glyphidocera é um gênero de traça pertencente à família Agonoxenidae.